# タイワンサワラ
タイワンサワラ（学名 Scomberomorus guttatus）は、サバ目サバ科に属する海水魚の一種。南日本を含むインド洋、西太平洋の温帯から熱帯に生息するが、若狭湾でサワラと混獲されたものが日本での最初の確認例とされている。
魚体は側扁ではあるが紡錘形をなし、体長は80cmに達する。ヒラサワラよりも頭部が長く、体高は低い。両種の外観は類似するが、脊椎骨数（ヒラサワラ46～47に対して47～52）と腸の曲点（ヒラサワラ4に対して2）で区別が可能である。水深15mから200mに生息する表層遊泳魚で、定置網、刺し網、延縄、曳縄で漁獲される。小さな群れを成し、小型の魚類・甲殻類を捕食する。
美味で知られ、台湾では高い価値を有する。澎湖諸島ではヨコシマサワラを「白金」として珍重するが、本来は本種がその地位を占めるもので、より高い価値のある扱いを受けている。